# Alexander Danilowitsch Komissarow
Alexander Danilowitsch Komissarow (russisch Александр Данилович Комиссаров; * 16. Juli 1944 in Teheran, Iran) ist ein russischer Theater- und Filmschauspieler.

## Leben
Komissarow wurde als Sohn von Daniil Semjonowitsch Komissarow (1907–2008), einem russischen Iranologen und angesehenen Professor für persische Literatur in der iranischen Hauptstadt Teheran geboren. Sein älterer Bruder Juri Danilowitsch Komissarow (1936–2016) war ebenfalls Schauspieler. Komissarow absolvierte seine Ausbildung zum Schauspieler 1967 am Zentralen Kindertheater in Moskau. Nach seinem Abschluss war er bis einschließlich 2011 im Ensemble des Theaters.
Sein Filmdebüt gab Komissarow 1964 in An Ordinary Miracle. Zwei Jahre später hatte er eine Nebenrolle in dem mehrfach ausgezeichneten Spielfilm Krieg und Frieden. In den nächsten Jahren folgten weitere Besetzungen in nationalen Spielfilmen und Fernsehserien. Er war 2009 in der internationalen Filmproduktion Das Konzert zu sehen. Zuletzt spielte er 2017 in Guardians mit.

## Filmografie (Auswahl)
- 1964: Ein gewöhnliches Wunder (Obyknowennoje tschudo/Обыкновенное чудо)
- 1966: Krieg und Frieden (Война и мир)
- 1970: Bojan Tshonos (Боян Чонос) (Fernsehfilm)
- 1973: Maigret und der Mann auf der Bank (Megre i tschelovek na skameike/Мегрэ и человек на скамейке) (Fernsehfilm)
- 1973: Moskauer Ferien (Moskowskije kanikuly/Московские каникулы) (Fernsehfilm)
- 1996: Nautschnaya sekzija pilotow (Научная секция пилотов)
- 2002: Asasel (Азазель) (Fernsehfilm)
- 2005: Sarmat 2: Pokuschenie (Сармат 2: Покушение) (Mini-Serie, 4 Episoden)
- 2006: The Call (Wysow/Вызов) (Fernsehserie)
- 2007: Schiwopisnaja awantjura (Живописная авантюра) (Fernsehserie)
- 2009: Das Konzert (Концерт)
- 2010: Retrospektive (Reitrospektiwa/Рэйтроспектива)
- 2010: Skaska. Jest (Сказка. Есть)
- 2011: Raider (Рейдер)
- 2011: Fotki (Фотки)
- 2011: Schukow (Жуков)
- 2012: Der Spion (Schpion/Шпион)
- 2013: Der Duft der Heide (Sapach werska/Запах вереска)
- 2017: Guardians (Защитники)